# Henrik Quist
Henrik Quist, född 23 juli 1981 i Bjuv, är en svensk innebandyspelare som har vunnit två SM-guld och ett Europacupguld med Pixbo Wallenstam IBK, som han spelat för i tolv säsonger, samt fyra VM-guld med det svenska landslaget. Tidigare i karriären har han spelat för Västervång-84 SK och Högaborgs BK.
Han har varit proffs i det schweiziska laget SV Wiler-Ersigen där han har spelat två säsonger. Båda säsongerna slutade med ligaguld. 
Efter det återvände Quist till Pixbo Wallenstam IBK. Idag är han spelande tränare för division-1-laget IK Zenith

## Meriter
- VM-guld 4 st: 2002, 2004, 2006, 2012.
- VM-silver 1st 2008.
- SM-guld 2st 2001/02, 2002/03.
- Defender of the year 2005/06.
- All star team world championship 2002, 2006, 2008.
- 75 landskamper, 23 mål och 47 assist
- 312 SSL matcher, 93mål och 231 assist.

## Karriär
- Västervång-84 SK 1992/93 - 1998/99.
- Högaborgs BK 1999/00.
- Pixbo Wallenstam IBK 00/01 - 09/10, 12/13-13/14.
- Sv Wiler Ersigen 10/11 - 11/12.
- IK Zenith 14/15 - xx